# Friedrich Zollinger

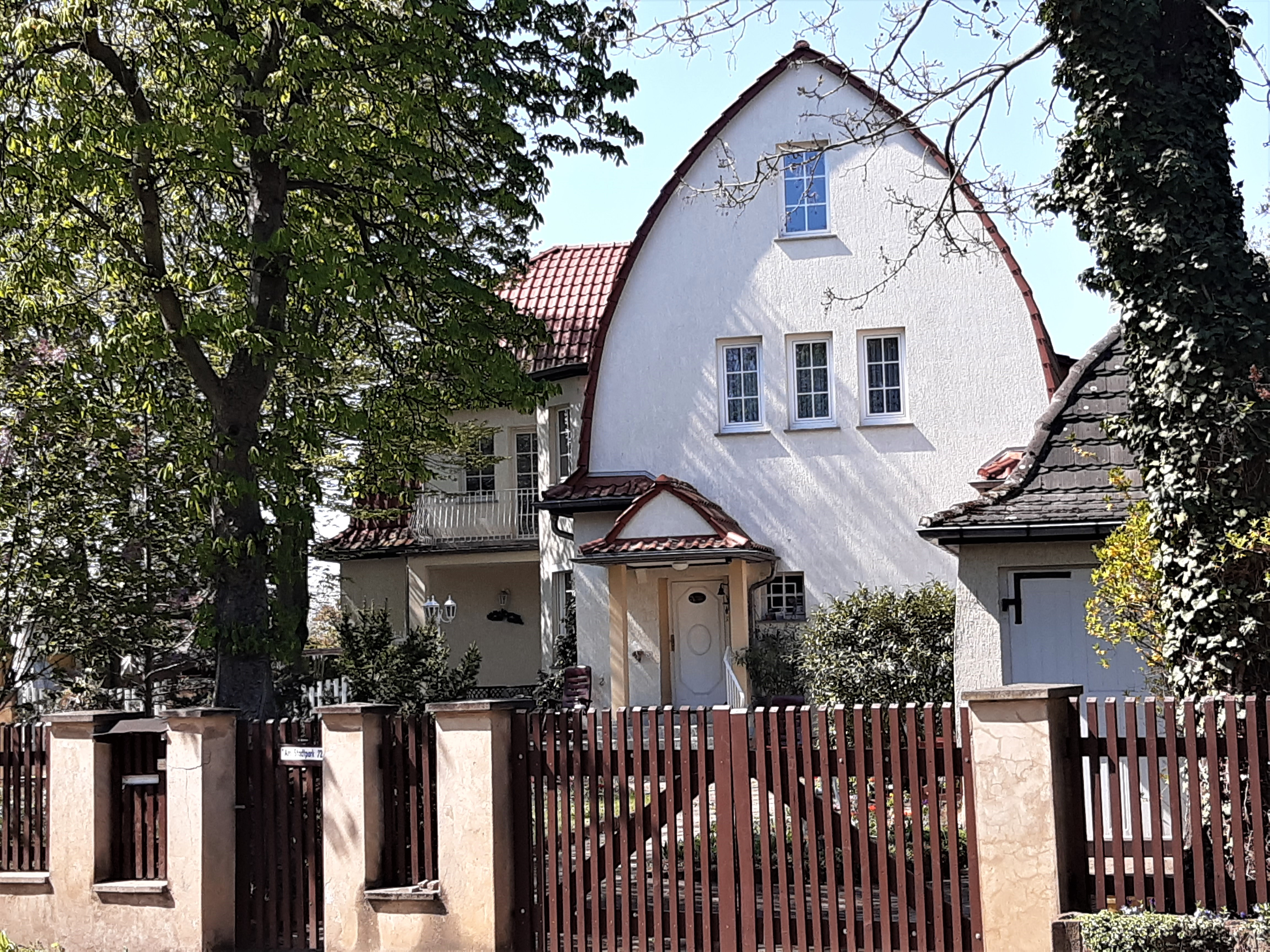
Zollingers Wohnhaus am Stadtpark Merseburg

Friedrich Reinhard Balthasar Zollinger (* 31. März 1880 in Wiesbaden; † 19. April 1945 in Aising-Kaltmühl) war ein deutscher Architekt, Stadtplaner und kommunaler Baubeamter. Er amtierte als Stadtbaurat in Merseburg und entwickelte das nach ihm benannte Zollingerdach und das gleichnamige Schüttbetonverfahren.
Friedrich Zollinger war nicht verwandt mit dem 1924–1944 in Saarbrücken tätigen schweizerischen Architekten Otto Zollinger (1886–1970).

## Leben

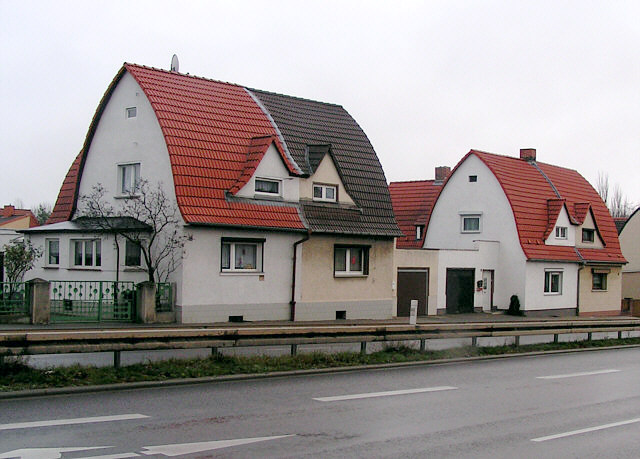
Wohnhäuser mit Zollingerdach in Merseburg (2006)

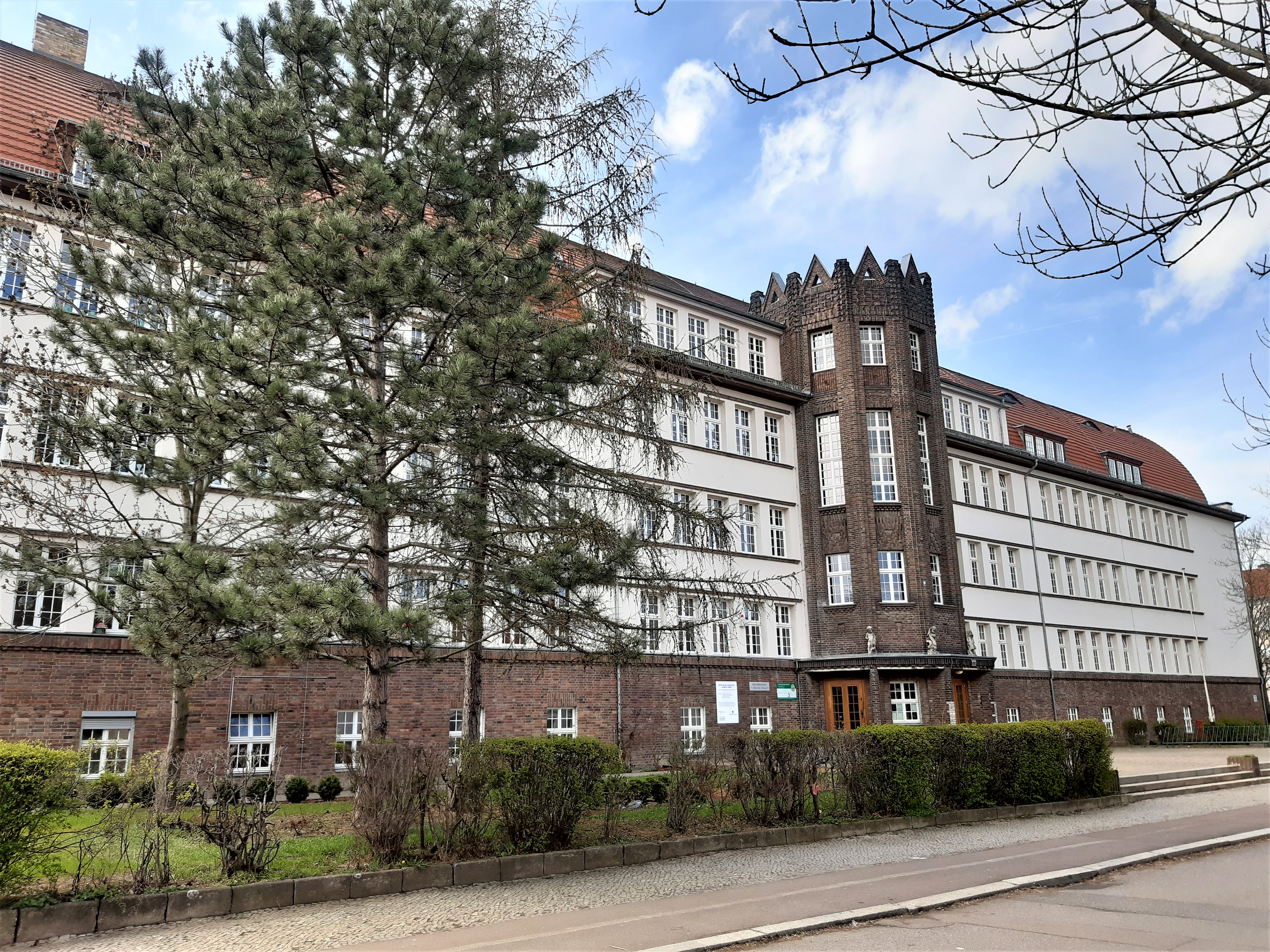
Grundschule Albrecht Dürer in Merseburg

Geboren und aufgewachsen in Wiesbaden, legte Zollinger 1898 am dortigen Städtischen Gymnasium das Abitur ab. Anschließend studierte er an der Technischen Hochschule Darmstadt bei den Professoren Friedrich Pützer, Karl Hofmann und Georg Wickop die Fächer Architektur und Städtebau. Im Jahr 1907 beendete er sein Studium mit einer Diplomarbeit auf dem Gebiet des Städtebaus. Nach seinem Militärdienst (1907–08) als Einjährig-Freiwilliger arbeitete Zollinger bis 1911 als Regierungsbauführer (Referendar in der öffentlichen Bauverwaltung) beim Großherzoglich Hessischen Ministerium der Finanzen in Darmstadt und bei der Königlich Preußischen Eisenbahndirektion Frankfurt am Main. Von Oktober 1911 bis Dezember 1912 war er Stadtbaumeister
in Aschaffenburg und zwischen 1912 und 1918 wirkte Zollinger als Stadtbaumeister in Neukölln.
Im Jahr 1918 wurde er zum Stadtbaurat in Merseburg berufen. Nach dem Ersten Weltkrieg bestand in der Industrieregion um Merseburg eine außerordentliche Wohnungsnot. Als Stadtbaurat entwarf Zollinger 1922 einen Generalbebauungsplan für die Stadt. Zusätzlich gründete er die Merseburger Baugesellschaft. Hier wurden seine kreativen Ideen wirksam, auf preiswerte Art und Weise Wohnraum zu schaffen. Das Schüttbetonverfahren (Patent 1910) und das Zollingerdach (Patent 1921), eine rationalisierte Bauweise, bei der die späteren Bewohner bei einer Reihe von Bauarbeiten einbezogen werden konnten, wurden insgesamt mit dem Begriff „Zollbauverfahren“ umschrieben. So war es in kurzer Zeit möglich, eine große Menge preiswerten Wohnraums zu schaffen. Beide Erfindungen wurden von der Deutschen Zollbau-Licenz-Gesellschaft und der Europäischen Zollbau-Syndikat A. G. vertrieben und weltweit verbreitet. Zwischen 1922 und 1929 schuf die Merseburger Baugesellschaft 1250 Wohnungen. 
Zollinger plante zusammen mit Charles Crodel Decken- und Wandbilder für eine Schule und die geplante Stadthalle von Merseburg.
1930 verlängerte Zollinger seinen Vertrag mit der Stadt Merseburg nicht. In den folgenden Jahren war er freiberuflich tätig und unternahm verschiedene Studienreisen, u. a. nach Großbritannien und Frankreich.
Im Jahr 1932 verließ Zollinger Merseburg endgültig. Bis 1934 lehrte er an der Technischen Hochschule Darmstadt, danach ging er nach München. Im Jahre 1945 starb Zollinger in Aising-Kaltmühl.
Die Stadt Merseburg erklärte das Jahr 2019 zum „Zollingerjahr“ und beging dieses mit zahlreichen Veranstaltungen.

## Ehrungen

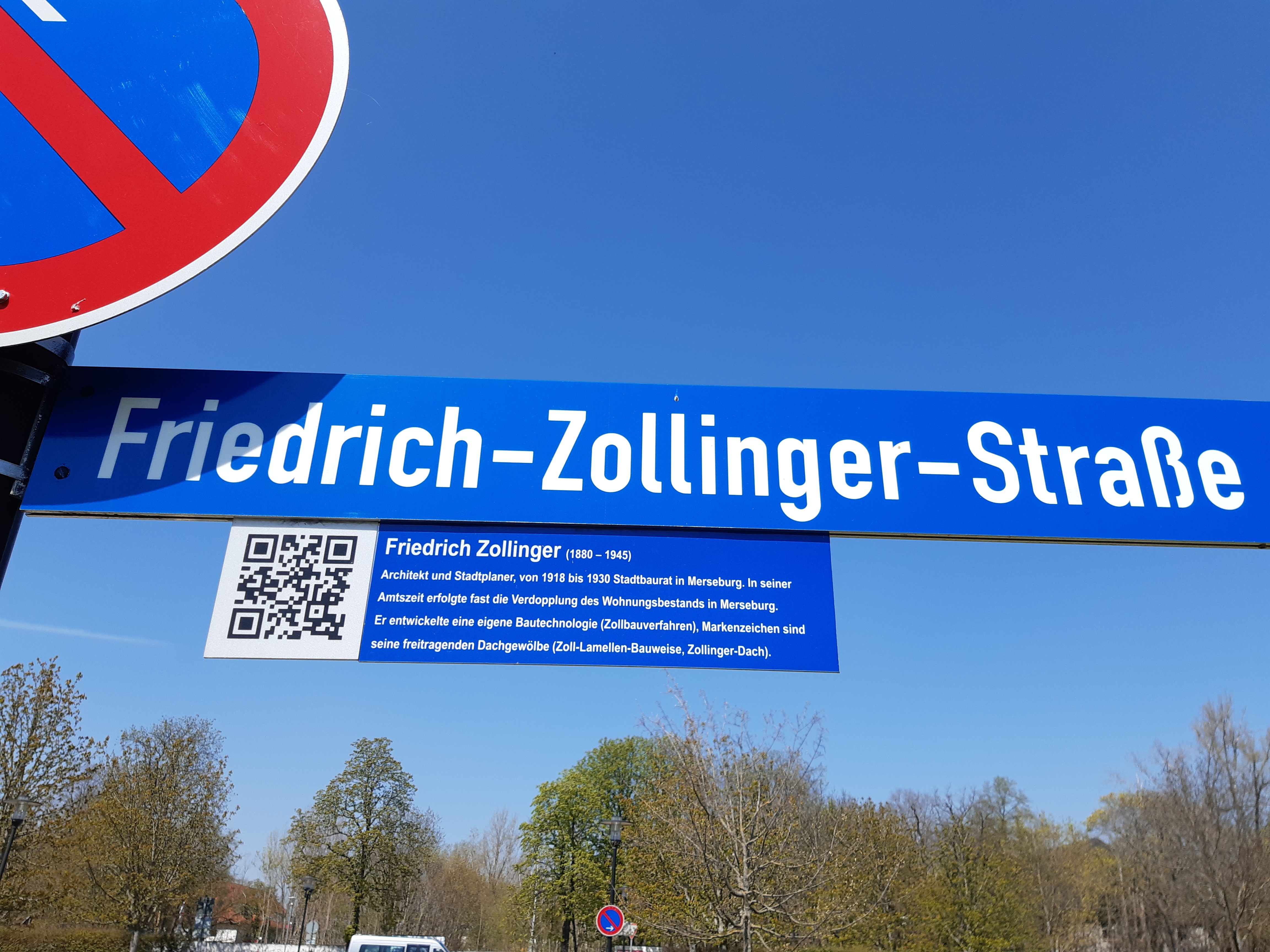
Friedrich-Zollinger-Straße in Merseburg

Die Stadt Merseburg ehrt ihren ehemaligen Baustadtrat mit einer Friedrich-Zollinger-Straße.
Der Altstadtverein sponserte eine Gedenktafel am Vereinshaus am Markt von Merseburg mit folgendem Wortlaut:
| Der Architekt Friedrich Zollinger wirkte von 1918 bis 1930 als Stadtbaurat in Merseburg. In dieser Zeit schuf er zehn Siedlungsgebiete und herausragende Einzelbauten in der von ihm entwickelten effizienten Schüttbeton-Gussbauweise bzw. mit dem gewölbten Zollbau-Lamellendach. Seine Dachkonstruktion wurde auch am Anbau an das ehemalige Neue Rathaus angewendet. Merseburger Altstadtverein |

## Bauten
- 1924: Kleines Landhaus am Stadtpark 22 in Merseburg (viele Jahre Wohnhaus von Friedrich Zollinger)
- 1927/1929: Arbeits-, Wohlfahrts- und Gesundheitsamt Merseburg in der Christianenstaße 23[5]; das „Zollinger-Haus“ beherbergt heute 14 Wohnungen[6]
- 1927–28: Albrecht-Dürer-Schule Merseburg mit Turnhalle und Aula inklusive Bühne unter dem Schuldach[7]
- 1929: Oberrealschule Merseburg in der Lessingstraße, genannt „Glaskasten“

## Schriften
- Magistrat der Stadt Merseburg (Hrsg.), Friedrich Zollinger (Bearb.): Merseburg. (= Deutschlands Städtebau.) Deutscher Architektur- und Industrie-Verlag, Berlin-Halensee 1922; 2., überarbeitete Auflage ebenda 1929.